# Рипалта Векија (Кремона)
Рипалта Векија је насеље у Италији у округу Кремона, региону Ломбардија.
Према процени из 2011. у насељу је живело 331 становника. Насеље се налази на надморској висини од 69 м.